# Colegio de los Sagrados Corazones de Concepción
El Colegio de los Sagrados Corazones de Concepción es una institución educacional de valores cristianos. La institución pertenece a la Congregación de los Sagrados Corazones y está ubicada en la comuna de Hualpén, Región del Biobío, Chile.

## Inicios
Fue fundado el 16 de marzo de 1911. En sus comienzos se ubicaba en el centro de la ciudad de Concepción, en calle Rengo esquina O'Higgins, donde funcionó hasta 1949, cuando fue destruido por un incendio. Tras dicha situación, se trasladó a su actual ubicación, en un terreno colindante con la avenida Colón (que en aquel entonces formaba parte de la comuna de Talcahuano), reanudando sus actividades en esos terrenos en 1950.

## Actual desarrollo del colegio
Actualmente se encuentra en la avenida Colón #8956, comuna de Hualpén, disponiendo de un espacio físico de 11.898 m² construidos con una infraestructura para la comunidad educativa que contempla 43 cursos desde Play a Cuarto Año de Enseñanza Media, un Templo con capacidad para 500 personas, Capilla con capacidad para 80 personas, Laboratorios de Ciencias, Física, Química, Laboratorios de Computación para Enseñanza Básica y Media. Laboratorio de idioma y centro de autoaprendizaje de idiomas extranjeros (Self Learning Center), tres salas de arte y tecnología, salas de música, salas de tecnología interactiva, biblioteca, casino, enfermería, salón de actos con capacidad para 500 personas, salas de conferencias, tres gimnasios, una cancha de fútbol y pista atlética, tres patios cubiertos, otras salas especiales, estacionamientos.
El equipo de directivo del colegio está integrado por la sindicalista Carmen Contreras,  Vicerrector Formación Mg. Gonzalo Chacano Bello, Vicerrector Administración Sr. Lorenzo Miranda Bruna.
El colegio SSCC está dividido en 3 ciclos Educación Parvularia que atiende los niveles de Play Group hasta Transición Mayor y cuya Coordinadora es la educadora Mg. Valeria Matus Torres. Ciclo Menor que atiende a estudiantes de Primero a Sexto año básico, cuyo director es la profesora Mg. Francisca Delpiano Ríos. Ciclo Mayor que atiende a estudiantes de Séptimo a Cuarto Medio, cuyo director es Mg. Gonzalo Carniglia Valenzuela.

## Rectores
- Monseñor Antonio Castro Álvarez, (1911-1918) (sacerdote)
- Gonzalo Azcona Alvarez sscc, (1920-1924) (sacerdote)
- Aloisio Lutge Müller sscc, (1925-1931), (1940-1945) (sacerdote)
- Teodoro Post Klinj sscc, (1931-1939) (sacerdote)
- Camilo Lepeley Luderitz sscc, (1946-1951) (sacerdote)
- Gonzalo Arévalo Queirolo sscc, (1952-1956), (1963-1972) (sacerdote)
- Mario Sandoval Munita sscc, (1957-1962)
- Mario Latorre Muñoz, (1972-1989) (laico)
- Ricardo Yévenes Morales, (1990-1993) (laico)
- Iván Villalón Quezada, (1994-2005) (laico)
- Juanita Cisternas Saavedra (2006-2010) (laico)
- Marcelo Filippi (2010-2022) (laico)
- Carmen Contreras Obregón (2023) (laico)